# Ruth Burke Roche, Baronesa Fermoy
Ruth Burke Roche, Baronesa Fermoy (2 de outubro de 1908 - 6 de julho de 1993) foi uma nobre escocesa, grande amiga e confidente da Rainha Elizabeth, a Rainha-Mãe, e a avó materna de Diana, Princesa de Gales, assim como bisavó do príncipes Guilherme e Henrique.

## Biografia
Ruth Sylvia Gill nasceu na casa de seus pais, o coronel William Smith Gill e Ruth Littlejohn, em Bieldside, Aberdeenshire. Nos anos 1920, estudou piano com Alfred Cortot, no Conservatório de Paris.
Entretanto, sua carreira musical foi pouco duradoura, pois ela conheceu e casou-se com o rico Edmund Burke-Roche, 4.º Barão Fermoy, vinte e três anos mais velho do que ela, no dia 17 de setembro de 1931. Antes da morte do marido, em 1955, tiveram três filhos:
1. Hon. Mary Cynthia Burke-Roche (1934), que se casou com Sir Anthony Berry (divórcio em 1966); com Denis Geoghegan (divórcio em 1980) e com Michael Gunningham (divórcio em 1989).
2. Hon. Frances Ruth Burke-Roche (1936), que se casou com John Spencer, 8.º Conde Spencer (divórcio em 1969) e com Peter Shand Kydd (divórcio em 1990).
3. Hon. Edmund James Burke-Roche (1939), depois 5.º Barão Fermoy.

Em 1950, Ruth atuou em público em Royal Albert Hall, notavelmente com Josef Krips, e em Hallé Orchestra, com Sir John Barbirolli, no ano de 1966. Em 1956, a Rainha Mãe apontou Lady Fermoy para o cargo Extra Woman of the Bedchamber, similar ao de dama de companhia. A Rainha Mãe demonstrou preferência em apontar para este papel mulheres viúvas. Quatro anos mais tarde, Ruth tomou o posto Woman of the Bedchamber por inteiro e permeneceu nele durante trinta e três anos. Em 1951, Lady Fermoy fundou o Festival de King's Lynn, com o qual ficou envolvida por vinte e cinco anos. A Rainha chegou a se tornar patrona do festival.
A Rainha Mãe e Lady Fermoy tornaram-se confidentes, e acredita-se que foram as duas que planejaram e estimularam o noivado e o casamento entre Charles, Príncipe de Gales e Lady Diana Spencer, neta de Ruth. Quando questionada sobre isso, a baronesa disse: "Você pode dizer isso se quiser - mas isso não seria verdade". Contudo, alguns acreditam que ela, na verdade, aconselhou sua neta a não se casar com o príncipe.
A baronesa Fermoy acreditava firmemente na santidade do matrimônio. Em 1969, ela testemunhou contra sua própria filha, Frances, durante o divórcio desta, pois ela havia fugido por um outro homem (seu segundo esposo). O depoimento custou para Frances a perda da custódia de seus quatro filhos para seu ex-marido, o 8.º Conde Spencer.
Lady Fermoy, aos 84 anos, morreu em sua casa, em Eaton Square 36, Londres. Alega-se que ela e Diana não se falavam há muito tempo.